# Batrachoseps major
Batrachoseps major (Хробакоподібна саламандра садова) — вид земноводних з роду Хробакоподібна саламандра родини Безлегеневі саламандри.

## Розповсюдження
Вид зустрічається у штаті Баха-Каліфорнія у Мексиці та на півдні Каліфорнії у США.

## Спосіб життя
Саламандра населяє лісові масиви, помірні хвойні ліси, орні землі, сільські сади і міські райони. Вона живиться хробаками і членистоногими дрібного розміру, такі як мокриці.